# Фу Баожун
Фу Баожу́н (кит. упр. 付宝荣, пиньинь Fù Bǎoróng, 3 июня 1978, Гирин, Китай) — китайская хоккеистка (хоккей на траве), нападающий. Серебряный призёр летних Олимпийских игр 2008 года.

## Биография
Фу Баожун родилась 3 июня 1978 года в китайском городском округе Гирин.
Первоначально занималась баскетболом, в 1992 году вошла в команду городской спортивной школы Гирина. В 1995 году переключилась на хоккей на траве и через два года получила приглашение в сборную Китая. Играла за «Цзилинь» и команду из Пекина.
В 2004 году вошла в состав женской сборной Китая по хоккею на траве на летних Олимпийских играх в Афинах, занявшей 4-е место. Играла на позиции нападающего, провела 6 матчей, забила 3 мяча (по одному в ворота сборных Японии, Испании и Аргентины).
В 2008 году вошла в состав женской сборной Китая по хоккею на траве на летних Олимпийских играх в Пекине и завоевала серебряную медаль. Играла на позиции нападающего, провела 7 матчей, забила 5 мячей (три в ворота сборной Южной Кореи, по одному — Испании и ЮАР).
В 2012 году вошла в состав женской сборной Китая по хоккею на траве на летних Олимпийских играх в Лондоне, занявшей 6-е место. Играла на позиции нападающего, провела 6 матчей, забила 1 мяч в ворота сборной Великобритании.
Трижды завоёвывала золотые медали хоккейных турниров летних Азиатских игр: в 2002 году в Пусане, в 2006 году в Дохе, в 2010 году в Гуанчжоу. Кроме того, в 1998 году Ли завоевала бронзу летних Азиатских игр в Бангкоке.
В 2003 году завоевала серебряную медаль Трофея чемпионов в Сиднее.